# Elio Di Rupo
Elio di Rupo (Morlanwelz, Henao, Región Valona, 18 de julio de 1951) es un político belga, primer ministro de Bélgica desde el 6 de diciembre de 2011 hasta el 11 de octubre de 2014. Fue líder del Partido Socialista de 1999 a 2011.

## Orígenes
Hijo de inmigrantes italianos, su padre murió en un accidente de tráfico en 1952, por lo que su madre se ocupó sola del hogar formado por siete hermanos. Estudió química y obtuvo el título de Doctor en Ciencias Químicas en la Universidad de Mons; desde su época universitaria se vinculó al socialismo. Fue profesor de la Universidad de Leeds.

## Carrera política
En 1982 fue elegido consejero municipal de Mons y en 1986 concejal de Salud, Renovación Urbana y Asuntos Sociales de esta misma ciudad. En 1987 se estrenó en el ámbito nacional al ser elegido miembro de la Cámara de Representantes, y en 1991 llegó al Senado.
Entre 1992 y 1994 formó parte del gobierno de la Comunidad francesa de Bélgica, asumiendo la cartera de Educación y posteriormente también la de Audiovisuales. En 1994 entró en el gobierno federal como vice primer ministro en representación del Partido Socialista francófono, ejerciendo también como Ministro de Comunicaciones y Empresas Públicas y como Ministro de Economía y Telecomunicaciones.
En 1996, durante las investigaciones que siguieron al caso Dutroux, el taxi-boy Olivier Trusgnach lo acusó de haber mantenido relaciones sexuales con él cuando era menor de edad. Di Rupo fue exculpado de abuso sexual infantil pero reconoció su homosexualidad. Sin embargo el tema continuó siendo un escándalo durante mucho tiempo y sale permanentemente a flote cada vez que hay alguna discusión política.
En 1999 dejó el gobierno federal y pasó a ser presidente de la Región Valona; meses después se convirtió en el presidente de su partido. En 2000 fue elegido alcalde de Mons y regresó a la Cámara de Representantes en 2003. Entre 2005 y 2007 volvió a ejercer como presidente de Valonia y en este último año fue elegido vicepresidente de la Internacional Socialista.
En las elecciones generales de 2010 su partido fue el más votado en Valonia y el segundo en el país. Tras la crisis política posterior que mantuvo a Bélgica sin gobierno durante 541 días, fue designado primer ministro por el rey Alberto II el 5 de diciembre de 2011, tomando posesión del cargo al día siguiente. Alberto abdicó a mediados de 2013, y el nuevo rey de los belgas es Felipe, quien acepta a Di Rupo como primer ministro.

## Consejo de administración
Entre 2004 y 2005, Elio Di Rupo estuvo en el consejo de administración de lo que era entonces el banco Dexia, actualmente Belfius.